# Konkona Sen Sharma
Konkona Sen Sharma (hindi: कोंकणा सेन शर्मा, bengalski: কঙ্কনা সেন শর্মা, ur. 3 grudnia 1979 w Nowym Delhi) – aktorka indyjska nagrodzona National Film Award (za Mr. and Mrs. Iyer) i Nagroda Filmfare dla Najlepszej Akttorki Drugoplanowej (za Omkara). Jest córką Mukul Sharma (pisarz, naukowiec i dziennikarz) i sławnej w Indiach reżyserki Aparna Sen.

## Życiorys
Konkona Sen Sharma pochodzi z bengalskiej rodziny o tradycjach filmowych i literackich. Jest córką uznanej reżyserki Aparny Sen. Aktorstwo było jej naturalnym wyborem. Występuje na ekranie od czwartego roku życia. Zadebiutowała w filmie Indira (1983).
Przełomem w jej karierze aktorskiej okazał się występ w filmie Mr. and Mrs. Iyer w reżyserii Aparny Sen. Jak sama mówi dostała rolę tamilskiej żony, ponieważ była wtedy na miejscu, poza tym bardzo dobrze rozumie się z matką. Wyznają te same wartości, dzielą wspólne upodobania. Aparna doskonale wiedziała, jak pracować z córką, by na ekranie uzyskać jak najlepszy rezultat. Nie był to oczywiście ich pierwszy wspólny film, ale tym razem Konkona otrzymała główną rolę. Film nie odniósł co prawda spektakularnego sukcesu w kinach, ale zdobył wielkie uznanie krytyki. Przyniósł Konkonie również nagrodę National Award dla najlepszej aktorki.
Kolejna znacząca rola i wielki przebój jednocześnie to występ w roli dziennikarki rubryki towarzyskiej Madhvi Sharmy w Page 3. Był to jednocześnie pierwszy występ aktorki w filmie komercyjnym. Konkona wspomina pracę nad Page 3 i rolę dziennikarki z wielką przyjemnością. Odżegnuje się jednocześnie od jakichkolwiek inspiracji pracą jej ojca, Mukula Sharmy. Chciała zagrać w Page 3, ponieważ było to dla niej nowe doświadczenie, nigdy wcześniej nie grała dziennikarki. Była również pod wielkim wrażeniem poprzedniego filmu Madhura Bhandarkara Chandni Bar. Przygotowując się do roli podróżowała podmiejskimi pociągami i przyglądała się pracy dziennikarzy w jednej z gazet.
Udana współpraca z Bhandarkarem i ogromne zaufanie aktorki do reżysera zaowocowały występem w Traffic Signal. Konkona zgodziła się na zagranie niewielkiej roli w tym filmie tylko na podstawie ogólnych informacji. Okazało się, że zagra prostytutkę z Mumbaju Noori. Pojawi się w filmie ubrana w wyzywający strój i mówiąca charakterystycznym dla mumbajczyków dialektem rasta chaap.
Ponownie wielki talent aktorski Konkony można było podziwiać w 15th Park Avenue. Aktorka zagrała chorą na schizofrenię, żyjącą w wyimaginowanym świecie 27-letnią kobietę. W roli starszej siostry Anjali wystąpiła znakomita aktorka Shabana Azmi, matkę zagrała Waheeda Rahman, jako Jojo wystąpił Rahul Bose.
Konkona kojarzona jest przede wszystkim z ambitnymi filmami niekomercyjnymi. Nie ma jednak nic przeciwko występom w bardziej rozrywkowych i lekkich rolach. Wszystko zależy od scenariusza, reżysera i roli. Konkona powtarza, że liczy się przede wszystkim scenariusz i ludzie z którymi ma pracować. Dlatego też przyjęła ofertę zagrania w horrorze nieznanego reżysera Siddhartha Srinivasana Amavas. Konkona nie będzie miała dublerki w ryzykownych scenach.
Zagrała również w niezależnej produkcji Rajata Kapoora Mixed Doubles, komedii małżeńskiej. Na premiery z udziałem Konkony w 2006 roku oczekują jeszcze filmy Omkara oraz debiut reżyserski znakomitego aktora Naseeruddina Shaha Yun Hota Toh Kya Hota.

## Filmografia
| Rok  | Film                     | Rola                   | Uwagi                                                              |
| ---- | ------------------------ | ---------------------- | ------------------------------------------------------------------ |
| 1983 | Indira                   | jako dziecko           |                                                                    |
| 1989 | Picnic                   | córka                  | TV                                                                 |
| 1994 | Amodini                  | nastoletnia macocha    |                                                                    |
| 2000 | Ek Je Aachhe Kanya       | Ria                    |                                                                    |
| 2002 | Titli                    | Titli                  |                                                                    |
| 2002 | Mr. and Mrs. Iyer        | Meenakshi Iyer         | National Film Award dla Najlepszej Aktorki                         |
| 2004 | Chai Pani Etc.           | Shanti/Radha Joshi     |                                                                    |
| 2005 | Amu                      | Kaju "Amu"             |                                                                    |
| 2005 | Page 3                   | Madhvi Sharma          |                                                                    |
| 2005 | 15 Park Avenue           | Mithi                  |                                                                    |
| 2006 | Dosar                    | Kaberi Chatterjee      |                                                                    |
| 2006 | Mixed Doubles            | Malti                  |                                                                    |
| 2006 | Yun Hota To Kya Hota     | Tilottima Punj         |                                                                    |
| 2006 | Omkara                   | Indu                   | Nagroda Filmfare dla Najlepszej Aktorki Drugoplanowej              |
| 2006 | Deadline: Sirf 24 Ghante | Sanjana                |                                                                    |
| 2006 | Karkat Rashi             | dziewczyna z college'u | TV                                                                 |
| 2007 | Life in a... Metro       | Shruti                 | nominacja do Nagrody Filmfare dla Najlepszej Aktorki Drugoplanowej |
| 2007 | Traffic Signal           | Noori                  |                                                                    |
| 2007 | Laaga Chunari Mein Daag  | Chutki (Shubhavari)    | nominacja do Nagrody Filmfare dla Najlepszej Aktorki Drugoplanowej |
| 2007 | Aaja Nachle              | Anokhi                 |                                                                    |
| 2008 | Sunglass                 |                        | w produkcji                                                        |
| 2008 | Amavas                   | Nisha                  |                                                                    |
| 2008 | Jewellery Box            | Anjali                 |                                                                    |
| 2008 | Gulel                    |                        |                                                                    |
| 2008 | Meridian (film)          | Pramilla               | w produkcji                                                        |
| 2008 | Right or Wrong           |                        | zapowiedziany                                                      |
| 2008 | Luck by Chance           | Sona Mishra            |                                                                    |
| 2009 | Shantaram (film)         | gościnnie              | zapowiedziany                                                      |